# Lippia plicata
Lippia plicata là một loài thực vật có hoa trong họ Cỏ roi ngựa. Loài này được Baker mô tả khoa học đầu tiên năm 1900.